# Malaisie aux Jeux olympiques d'été de 1956
La fédération de Malaisie a participé aux Jeux olympiques d'été de 1956 à Melbourne. Sa délégation ne comprenait pas des athlètes de Bornéo du Nord qui avait sa propre délégation.
32 athlètes étaient engagés dont une équipe de hockey sur gazon et une femme, Annie Choong, engagé sur 100m. Ils ont participé à 15 épreuves dans 5 sports différents et n'ont obtenu aucune médaille.